# Aeropuerto de Morón (Argentina)
El Aeropuerto de Morón (IATA: MOR, OACI: SADM, FAA LID: MOR) es uno de los aeropuertos de Argentina, situado en el partido de Morón, en la provincia de Buenos Aires. Este aeropuerto es sede de la Base Aérea Militar Morón de la Fuerza Aérea Argentina.

## Historia
El aeropuerto de Morón fue habilitado en la década de 1940 sobre tierras donadas por la familia Merlo Gómez. En sus inicios disponía de una pista de 3500 metros que era apta para la operación de grandes aeronaves, pero el desarrollo urbano en los alrededores fue limitando su funcionalidad; en la actualidad posee una pista de 2817 x 38 m y 7 calles de rodaje.
En 1948 se inauguró su gran edificio central, que sólo fue utilizado durante un año, hasta la inauguración del Aeropuerto Internacional de Ezeiza, cuando quedó desafectado como aeropuerto internacional.
Luego fue el asiento de la VII Brigada Aérea; para cumplir con esta función, durante los años 1970 se construyeron otros importantes edificios (casino de oficiales, casino de tropas, hangares, viviendas para los altos jefes). En 1987 la brigada fue trasladada a José C. Paz.
En 2009 comenzó a funcionar como aeródromo civil bajo control de la Administración Nacional de Aviación Civil (ANAC), compartiendo aún parte de las instalaciones con la Fuerza Aérea Argentina, según ordenó el decreto 825/2009 publicado por el Gobierno Nacional Argentino.
En la actualidad es la sede del Instituto Nacional de Aviación Civil (INAC) y en sus terrenos se aloja el Museo Nacional de Aeronáutica y varias escuelas de vuelo. También alojó las instalaciones de la desaparecida empresa CATA Línea Aérea que brindaba servicios de pasajeros, carga y correo desde Ezeiza y Aeroparque.

## Estadísticas
En 2019 el aeropuerto registró 67.835 movimientos totales anuales, colocándolo como el tercer aeropuerto con mayor cantidad de movimientos de aeronaves de Argentina detrás del Aeroparque Jorge Newbery (IATA: AEP, OACI: SABE, FAA LID: AEP) con 112.535 movimientos anuales y el Aeropuerto Internacional de Ezeiza (IATA: EZE, OACI: SAEZ, FAA LID: EZE) con 84.437 movimientos.